# Лабазъёган
Лабазъёган (устар. Лабаз-Еган) — река в России, протекает по Нижневартовскому району Ханты-Мансийского АО. Устье реки находится в 330 км от устья реки Вах по правому берегу. Длина реки составляет 54 км, площадь водосборного бассейна — 680 км². В 30 км от устья впадает безымянный левый приток.

## Данные водного реестра
По данным государственного водного реестра России относится к Верхнеобскому бассейновому округу, водохозяйственный участок реки — Вах, речной подбассейн реки — бассейн притоков (Верхней) Оби от Васюгана до Ваха. Речной бассейн реки — (Верхняя) Обь до впадения Иртыша.
Код объекта в государственном водном реестре — 13011000112115200039931.